# Nacula

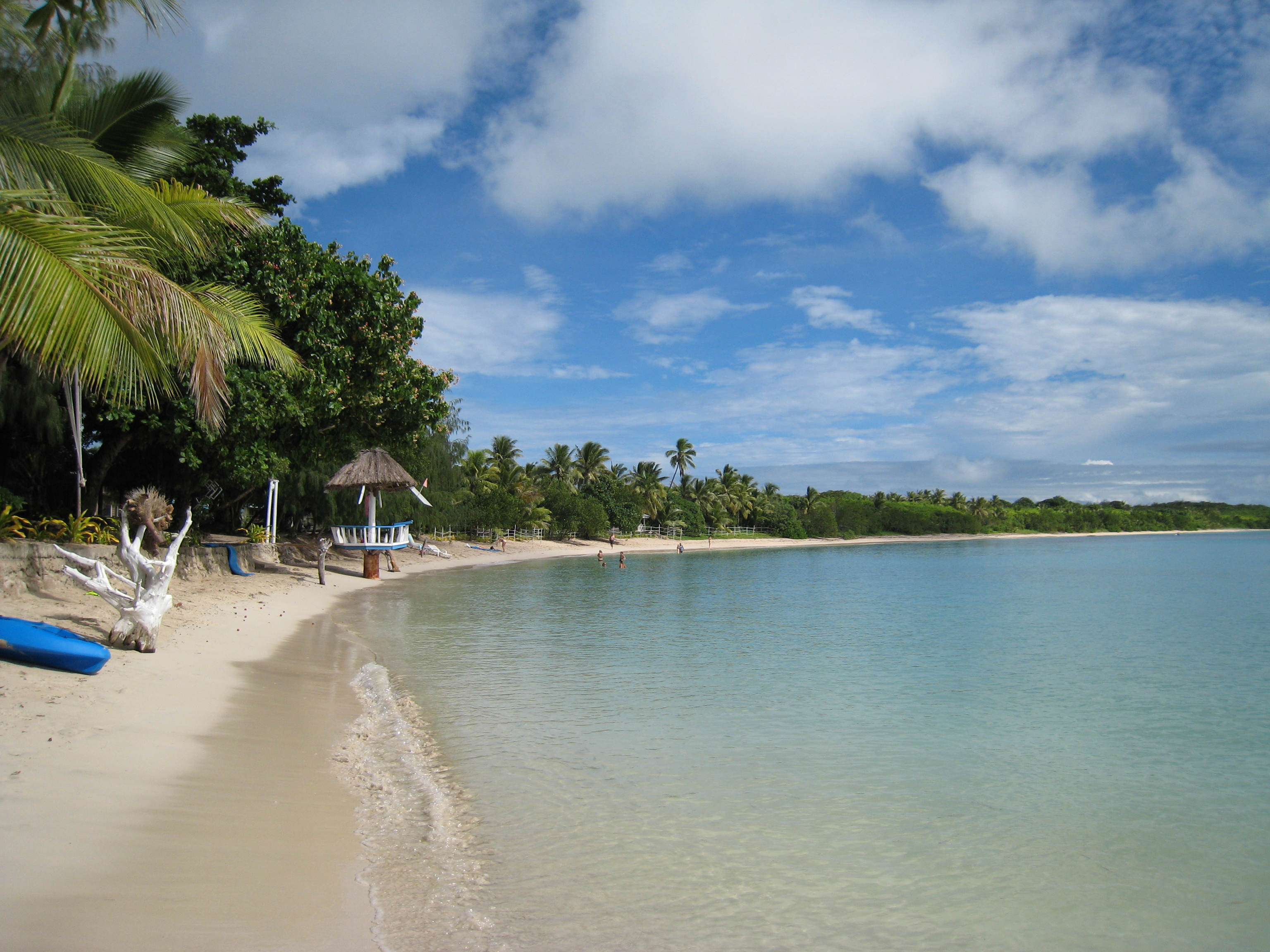
Uma praia em Nacula.

Nacula é uma ilha vulcânica e montanhosa do Grupo Yasawa, na província Ba, no Fiji. Ele é a terceira maior e a mais afastada ilha ao norte desse grupo. Um resort chamado Oarsman Bay Lodge, pertence a população fijiana do local, e é uma das principais fontes de rendimento financeiro na ilha.

## Relações externas
- Portal Online Governamental do Fiji
- 16° 53′ S, 177° 25′ L